# Дистанционное зондирование Земли
Дистанционное зондирование Земли (ДЗЗ) — наблюдение поверхности Земли наземными, авиационными и космическими средствами, оснащёнными различными видами съёмочной аппаратуры. 
Рабочий диапазон длин волн, принимаемых съёмочной аппаратурой, составляет от долей микрометра (видимое оптическое излучение) до метров (радиоволны). 
Методы зондирования могут быть пассивные, то есть использующие естественное отраженное или вторичное тепловое излучение объектов на поверхности Земли, обусловленное солнечной активностью, и активные — использующие вынужденное излучение объектов, инициированное искусственным источником направленного действия. Данные ДЗЗ, полученные с космического аппарата (КА), характеризуются большой степенью зависимости от прозрачности атмосферы. Поэтому на КА используется многоканальное оборудование пассивного и активного типов, регистрирующее электромагнитное излучение в различных диапазонах.
Аппаратура ДЗЗ первых КА, запущенных в 1960 — 1970-х гг. была трассового типа — проекция области измерений на поверхность Земли представляла собой линию. Позднее появилась и широко распространилась аппаратура ДЗЗ панорамного типа — сканеры, проекция области измерений на поверхность Земли которых представляет собой полосу.
Космические аппараты дистанционного зондирования Земли используются для изучения природных ресурсов Земли и решения задач метеорологии. КА для исследования природных ресурсов оснащаются в основном оптической или радиолокационной аппаратурой, преимущества последней заключаются в том, что она позволяет наблюдать поверхность Земли в любое время суток, независимо от состояния атмосферы см. англ. Radar imaging.

## Общий обзор
Дистанционное зондирование является методом получения информации об объекте или явлении без непосредственного физического контакта с данным объектом. Дистанционное зондирование является подразделом географии. В современном понимании, термин в основном относится к технологиям воздушного или космического зондирования местности с целью обнаружения, классификации и анализа объектов земной поверхности, а также атмосферы и океана, при помощи распространяемых сигналов (например, электромагнитной радиации). Разделяют на активное (сигнал сначала излучается самолётом или космическим спутником) и пассивное дистанционное зондирование (регистрируется только сигнал других источников, например, солнечный свет).
Пассивные сенсоры дистанционного зондирования регистрируют сигнал, излучаемый или отраженный объектом либо прилегающей территорией. Отраженный солнечный свет — наиболее часто используемый источник излучения, регистрируемый пассивными сенсорами. Примерами пассивного дистанционного зондирования являются цифровая и пленочная фотография, применение инфракрасных, приборов с зарядовой связью и радиометров.
Активные приборы, в свою очередь, излучают сигнал с целью сканирования объекта и пространства, после чего сенсор имеет возможность обнаружить и измерить излучение, отраженное или образованное путём обратного рассеивания целью зондирования. Примерами активных сенсоров дистанционного зондирования являются радар и лидар, которыми измеряется задержка во времени между излучением и регистрацией возвращенного сигнала, таким образом определяя размещение, скорость и направление движения объекта.
Дистанционное зондирование предоставляет возможность получать данные об опасных, труднодоступных и быстродвижущихся объектах, а также позволяет проводить наблюдения на обширных участках местности. Примерами применения дистанционного зондирования может быть мониторинг вырубки лесов (например, в бассейне Амазонки), состояния ледников в Арктике и Антарктике, измерение глубины океана с помощью лота. Дистанционное зондирование также приходит на замену дорогостоящим и сравнительно медленным методам сбора информации с поверхности Земли, одновременно гарантируя невмешательство человека в природные процессы на наблюдаемых территориях или объектах.
При помощи орбитальных космических аппаратов ученые имеют возможность собирать и передавать данные в различных диапазонах электромагнитного спектра, которые, в сочетании с более масштабными воздушными и наземными измерениями и анализом, обеспечивают необходимый спектр данных для мониторинга актуальных явлений и тенденций, таких как Эль-Ниньо и другие природные феномены, как в кратко-, так и в долгосрочной перспективе. Дистанционное зондирование также имеет прикладное значение в сфере геонаук (к примеру, природопользование), сельском хозяйстве (использование и сохранение природных ресурсов), национальной безопасности (мониторинг приграничных областей).
Рынок дистанционного зондирования Земли (ДЗЗ) считается одним из самых быстрорастущих в мире. Новые компании, технологии, услуги и сервисы появляются каждый год. Большие перспективы связаны с использованием беспилотных аппаратов, лидаров, микроспутников.

## Техники получения данных
Основная цель мультиспектральных исследований и анализа полученных данных — это объекты и территории, излучающие энергию, что позволяет выделять их на фоне окружающей среды. Краткий обзор спутниковых систем дистанционного зондирования находится в обзорной таблице.
Как правило, лучшим временем для получения данных методами дистанционного зондирования является летнее время (в частности, в эти месяцы наибольший угол солнца над горизонтом и наибольшая длительность дня). Исключением из этого правила является получение данных с помощью активных датчиков (например, Радар, Лидар), а также тепловых данных в длинноволновом диапазоне. В тепловидении, при котором датчики проводят измерения тепловой энергии, лучше использовать промежуток времени, когда разница температуры земли и температуры воздуха наибольшая. Таким образом, лучшее время для этих методов — холодные месяцы, а также несколько часов до рассвета в любое время года.
Кроме того, есть ещё некоторые соображения, которые нужно учитывать. С помощью радара, например, нельзя получать изображение голой поверхности земли при толстом снежном покрове; то же самое можно сказать и о лидаре. Тем не менее, эти активные сенсоры нечувствительны к свету (или его отсутствию), что делает их отличным выбором для применения в высоких широтах (для примера). Кроме того, как радар, так и лидар способны (в зависимости от используемых длин волн) получать изображения поверхности под пологом леса, что делает их полезными для применения в сильно заросших регионах. С другой стороны, спектральные методы получения данных (как стереоизображения, так и мультиспектральные методы) применимы в основном в солнечные дни; данные, собранные в условиях низкой освещенности, как правило, имеют низкий уровень сигнал / шум, что усложняет их обработку и интерпретацию. К тому же, в то время как стереоизображения способны отображать и идентифицировать растительность и экосистемы, при помощи этого метода (как и при мульти-спектральном зондировании) невозможно проникнуть под навес деревьев и получить изображения земной поверхности.

## Применение дистанционного зондирования
Дистанционное зондирование наиболее часто применяется в сельском хозяйстве, геодезии, картографировании, мониторинге поверхности земли и океана, а также слоев атмосферы.

#### Сельское хозяйство
При помощи спутников можно с определённой цикличностью получать изображения отдельных полей, регионов и округов. Пользователи могут получать ценную информацию о состоянии угодий, в том числе идентификацию культур, определение посевных площадей сельскохозяйственных культур и состояние урожая. Спутниковые данные используются для точного управления и мониторинга результатов ведения сельского хозяйства на различных уровнях. Эти данные могут быть использованы для оптимизации фермерского хозяйства и пространственно-ориентированного управления техническими операциями. Изображения могут помочь определить местоположение урожая и степень истощения земель, а затем могут быть использованы для разработки и реализации плана мелиоративных мероприятий, для локальной оптимизации использования сельскохозяйственных химикатов. Основными сельскохозяйственными приложениями дистанционного зондирования являются следующие:
- растительность:
  - классификация типа культур
  - оценка состояния посевов (мониторинг сельскохозяйственных культур, оценка ущерба)
  - оценка урожайности
- почва
  - отображение характеристик почвы
  - отображение типа почвы
  - эрозия почвы
  - влажность почвы
  - отображение практики обработки почвы

#### Мониторинг лесного покрова
Дистанционное зондирование также применяется для мониторинга лесного покрова и идентификации видов. Полученные таким способом карты могут покрывать большую площадь, одновременно отображая детальные измерения и характеристики территории (тип деревьев, высота, плотность). Используя данные дистанционного зондирования, возможно определить и разграничить различные типы леса, что было бы трудно достичь, используя традиционные методы на поверхности земли. Данные доступны в различных масштабах и разрешениях, что вполне соответствует локальным или региональные требованиям. Требования к детальности отображения местности зависит от масштаба исследования. Для отображения изменений в лесном покрове (текстуры, плотности листьев) применяются:
- мультиспектральные изображения: для точной идентификации видов необходимы данные с очень высоким разрешением
- многоразовые снимки одной территории, используются для получения информации о сезонных изменениях различных видов
- стереофотографии — для разграничения видов деревьев, оценки плотности и высоты деревьев. Стереофотографии предоставляют уникальный вид на лесной покров, доступный только через технологии дистанционного зондирования
- Радары широко применяются в зоне влажных тропиков благодаря их свойству получать изображения при любых погодных условиях
- Лидары позволяют получать 3-мерную структуру леса, обнаруживать изменения высоты поверхности земли и объектов на ней. Данные лидара помогают оценить высоту деревьев, области крон деревьев и количество деревьев на единице площади.

#### Мониторинг поверхности
Мониторинг поверхности является одним из наиболее важных и типичных применений дистанционного зондирования. Полученные данные используются при определении физического состояния поверхности земли, например, леса, пастбища, дорожного покрытия и т. д., в том числе результатов деятельности человека, такие, как ландшафт в промышленных и жилых зонах, состояния сельскохозяйственных территорий и т. п. Первоначально должна быть установлена система классификации земельного покрова, которая обычно включает в себя уровни и классы земель. Уровни и классы должны быть разработаны с учётом цели использования (на национальном, региональном или местном уровне), пространственного и спектрального разрешения данных дистанционного зондирования, запросу пользователя и так далее.
Обнаружение изменения состояния поверхности земли необходимо для обновления карт растительного покрова и рационализации использования природных ресурсов. Изменения, как правило, обнаруживаются при сравнении нескольких изображений, содержащих несколько уровней данных, а также, в некоторых случаях, при сравнении старых карт и обновленных изображений дистанционного зондирования.
- сезонные изменения: сельскохозяйственные угодья и лиственные леса изменяются по-сезонно
- годовые изменения: изменения поверхности земли или территории землепользования, например, районы вырубки леса или разрастания городов

Информация о поверхности земли и изменения характера растительного покрова прямо необходимы для определения и реализации политики защиты окружающей среды и могут быть использованы совместно с другими данными для проведения сложных расчетов (например, определения рисков эрозии).

#### Геодезия
Сбор геодезических данных с воздуха впервые был использован для обнаружения подводных лодок и получения гравитационных данных, используемых для построения военных карт. Эти данные являют собой уровни мгновенных возмущений гравитационного поля Земли, которые могут быть использованы для определения изменений в распределении масс Земли, что в свою очередь может быть востребовано для проведения различных геологических исследований.

#### Акустические и около-акустические применения
- Сонар: пассивный гидролокатор, регистрирует звуковые волны, исходящие от других объектов (судно, кит и т. д.); активный гидролокатор, излучает импульсы звуковых волн и регистрирует отраженный сигнал. Используется для обнаружения, определения местоположения и измерения параметров подводных объектов и местности.
- Сейсмографы — специальный измерительный прибор, который используется для обнаружения и регистрации всех типов сейсмических волн. При помощи сейсмограмм, снятых в разных местах определённой территории, можно определить эпицентр землетрясения и измерить его амплитуду (после того как оно произошло) путём сравнения относительных интенсивностей и точного времени колебаний.
- УЗИ: датчики ультразвукового излучения, которые испускают высокочастотные импульсы и регистрируют отраженный сигнал. Используется для обнаружения волн на воде и определения уровня воды.[источник не указан 1846 дней]

При координации серий масштабных наблюдений, большинство систем зондирования зависят от следующих факторов: расположения платформы и ориентации датчиков. Высококачественные инструменты в настоящее время часто используют позиционную информацию от спутниковых систем навигации. Вращение и ориентация часто определяется электронными компасами с точностью около одного — двух градусов. Компасы могут измерять не только азимут (то есть градусное отклонение от магнитного севера), но и высоты (значение отклонения от уровня моря), так как направление магнитного поля относительно Земли зависит от широты, на которой происходит наблюдение. Для более точного ориентирования необходимо применение инерциальной навигации, с периодическими поправками различными методами, включая навигацию по звездам или известным ориентирам.

#### Обзор основных приборов
- Радары, в основном, применяются в системах контроля воздушного трафика, раннего оповещения, мониторинга лесного покрова, сельском хозяйстве и для получения метеорологических данных большого масштаба. Радар Доплера используется правоохранительными организациями для контроля скоростного режима автотранспорта, а также для получения метеорологических данных о скорости и направлении ветра, местоположении и интенсивности осадков. Другие типы получаемой информации включают в себя данные об ионизированном газе в ионосфере. Интерферометрический радар искусственной апертуры используется для получения точных цифровых моделей рельефа больших участков местности (см RADARSAT, TerraSAR-X, Magellan).
- Лазерные и радиолокационные высотомеры на спутниках обеспечивают получение широкого спектра данных. Измеряя отклонения уровня воды океана, вызванные гравитацией, данные приборы отображают особенности рельефа морского дна с разрешением порядка одной мили. Измеряя высоту и длину волны океанских волн при помощи высотомеров, можно узнать скорость и направление ветра, а также скорость и направление поверхностных океанических течений.
- Ультразвуковые (акустические) и радиолокационные датчики используются для измерения уровня моря, приливов и отливов, определения направления волн в прибрежных морских регионах.
- Технология светового обнаружения и определения дальности (ЛИДАР) хорошо известна своим применением в военной сфере, в частности, в лазерной навигации снарядов. ЛИДАРЫ используется также для обнаружения и измерения концентрации различных химических веществ в атмосфере, в то время как ЛИДАР на борту самолёта может быть использован для измерения высоты объектов и явлений на земле с большей точностью, чем та, которая может быть достигнута при помощи радиолокационной техники. Дистанционное зондирование растительности также является одним из основных применений ЛИДАРа.
- Радиометры и фотометры являются наиболее распространенными используемыми инструментами. Они фиксируют отраженное и испускаемое излучение в широком диапазоне частот. Наиболее распространенными являются датчики видимого и инфракрасного диапазонов, затем идут микроволновые, датчики гамма-лучей и, реже, датчики ультрафиолета. Эти приборы также могут быть использованы для обнаружения эмиссионного спектра различных химических веществ, предоставляя данные об их концентрации в атмосфере.
- Стереоизображения, полученные при помощи аэрофотосъёмки часто используются при зондировании растительности на поверхности Земли, а также для построения топографических карт при разработке потенциальных маршрутов путём анализа изображений местности, в сочетании с моделированием особенностей окружающей среды, полученных наземными методами.
- Мультиспектральные платформы, такие как Landsat активно использовались начиная с 70-х годов. Эти приборы использовались для построения тематических карт путём получения изображений в нескольких длинах волн электромагнитного спектра (мульти-спектра) и, как правило, они применяются на спутниках наблюдения за Землёй. Примерами таких миссий являются в том числе программа Landsat или спутник IKONOS. Карты растительного покрова и землепользования, полученные методом тематического картографирования могут быть использованы для разведки полезных ископаемых, обнаружения и мониторинга использования земель, вырубки лесов, и изучения здоровья растений и сельскохозяйственных культур, в том числе огромных участков сельскохозяйственных земель или лесных массивов. Космические снимки программы Landsat используются регулирующими органами для контроля параметров качества воды, включая глубину Секки, плотность хлорофилла и общее содержание фосфора. Метеорологические спутники используются в метеорологии и климатологии.
- Методом спектральной визуализации получают изображения, в которых каждый пиксель содержит полную спектральную информацию, отображая узкие спектральные диапазоны в пределах непрерывного спектра. Приборы спектральной визуализации используются для решения различных задач, в том числе применяются в минералогии, биологии, военном деле, измерениях параметров окружающей среды.
- В рамках борьбы с опустыниванием, дистанционное зондирование позволяет наблюдать за областями, которые находятся в зоне риска в долгосрочной перспективе, определять факторы опустынивания, оценивать глубину их воздействия, а также предоставлять необходимую информацию лицам, ответственным за принятие решений по принятию соответствующих мер охраны окружающей среды.[источник не указан 1846 дней]

## Обработка данных
При ДЗЗ, как правило, применяется обработка цифровых данных, так как именно в этом формате получают данные ДЗЗ в настоящее время. В цифровом формате проще производить обработку и хранение информации. Двумерное изображение в одном спектральном диапазоне можно представить в виде матрицы (двухмерного массива) чисел I (i, j), каждое из которых представляет интенсивность излучения, принятого датчиком от элемента поверхности Земли, которому соответствует один пиксель изображения.
Изображение состоит из n x m пикселей, каждый пиксель имеет координаты (i, j) — номер строки и номер колонки. Число I (i, j) — целое и называется уровнем серого (или спектральной яркостью) пикселя (i, j). Если изображение получено в нескольких диапазонах электромагнитного спектра, то его представляет трёхмерная решетка, состоящая из чисел I (i, j, k), где k — номер спектрального канала. С математической точки зрения нетрудно обработать цифровые данные, полученные в таком виде.
Для того чтобы правильно воспроизвести изображение по цифровым записям, поставляемым пунктами приема информации, необходимо знать формат записи (структуру данных), а также число строк и столбцов. Используют четыре формата, которые упорядочивают данные как:
- последовательность зон (Band Sequental, BSQ);
- зоны, чередующиеся по строкам (Band Interleaved by Line, BIL);
- зоны, чередующиеся по пикселям (Band Interleaved by Pixel, BIP);
- последовательность зон со сжатием информации в файл методом группового кодирования (например, в формате jpg).

В BSQ-формате каждый зональный снимок содержится в отдельном файле. Это удобно, когда нет необходимости работать сразу со всеми зонами. Одну зону легко прочитать и визуализировать, зональные снимки можно загружать в любом порядке по желанию.
В BIL-формате зональные данные записываются в один файл строка за строкой, при этом зоны чередуются по строкам: 1-я строка 1-й зоны, 1-я строка 2-й зоны, …, 2-я строка 1-й зоны, 2-я строка 2-й зоны и т. д. Такая запись удобна, когда выполняется анализ одновременно всех зон.
В BIP-формате зональные значения спектральной яркости каждого пикселя хранятся последовательно: сначала значения первого пикселя в каждой зоне, затем значения второго пикселя в каждой зоне и т. д. Такой формат называют совмещённым. Он удобен при выполнении попиксельной обработки многозонального снимка, например, в алгоритмах классификации.
Групповое кодирование используют для уменьшения объёма растровой информации. Такие форматы удобны для хранения больших снимков, для работы с ними необходимо иметь средство распаковки данных.
Файлы изображений обычно снабжаются следующей дополнительной информацией, относящейся к снимкам:
- описание файла данных (формат, число строк и столбцов, разрешение и т. д.);
- статистические данные (характеристики распределения яркостей — минимальное, максимальное и среднее значение, дисперсия);
- данные о картографической проекции.

Дополнительная информация содержится либо в заголовке файла изображения, либо в отдельном текстовом файле с именем, совпадающим с именем файла изображения.
По степени сложности различаются следующие уровни обработки КС, предоставляемых пользователям:
- 1А — радиометрическая коррекция искажений, вызванных разницей в чувствительности отдельных датчиков.
- 1В — радиометрическая коррекция на уровне обработки 1А и геометрическая коррекция систематических искажений сенсора, включая панорамные искажения, искажения, вызванные вращением и кривизной Земли, колебанием высоты орбиты спутника.
- 2А — коррекция изображения на уровне 1В и коррекция в соответствии с заданной геометрической проекцией без использования наземных контрольных точек. Для геометрической коррекции используется глобальная цифровая модель рельефа (ЦМР, DEM) с шагом на местности 1 км. Используемая геометрическая коррекция устраняет систематические искажения сенсора и проектирует изображение в стандартную проекцию (UTM WGS-84), с использованием известных параметров (спутниковые эфемеридные данные, пространственное положение и т. д.).
- 2В — коррекция изображения на уровне 1В и коррекция в соответствии с заданной геометрической проекцией с использованием контрольных наземных точек;
- 3 — коррекция изображения на уровне 2В плюс коррекция с использованием ЦМР местности (ортотрансформирование).
- S — коррекция изображения с использованием контрольного изображения.

Качество данных, получаемых в результате дистанционного зондирования, зависит от их пространственного, спектрального, радиометрического и временного разрешения.
Пространственное разрешение
Характеризуется размером пикселя (на поверхности Земли), записываемого в растровую картинку — обычно варьируется от 1 до 4000 метров.
Спектральное разрешение
Данные Landsat включают семь полос, в том числе инфракрасного спектра, в пределах от 0.07 до 2.1 мкм. Сенсор Hyperion аппарата Earth Observing-1 способен регистрировать 220 спектральных полос от 0.4 до 2.5 мкм, со спектральным разрешением от 0.1 до 0.11 мкм.
Радиометрическое разрешение
Число уровней сигнала, которые сенсор может регистрировать. Обычно варьируется от 8 до 14 бит, что даёт от 256 до 16 384 уровней. Эта характеристика также зависит от уровня шума в инструменте.
Временное разрешение
Частота пролёта спутника над интересующей областью поверхности. Имеет значение при исследовании серий изображений, например при изучении динамики лесов. Первоначально анализ серий проводился для нужд военной разведки, в частности для отслеживания изменений в инфраструктуре, передвижений противника.
Для создания точных карт на основе данных дистанционного зондирования, необходима трансформация, устраняющая геометрические искажения. Снимок поверхности Земли аппаратом, направленным точно вниз, содержит неискажённую картинку только в центре снимка. При смещении к краям расстояния между точками на снимке и соответствующие расстояния на Земле всё более различаются. Коррекция таких искажений производится в процессе фотограмметрии. С начала 1990-х большинство коммерческих спутниковых изображений продаётся уже скорректированными.
Кроме того, может требоваться радиометрическая или атмосферная коррекция. Радиометрическая коррекция преобразует дискретные уровни сигнала, например от 0 до 255, в их истинные физические значения. Атмосферная коррекция устраняет спектральные искажения, внесенные наличием атмосферы.
В рамках программы NASA Earth Observing System были сформулированы уровни обработки данных дистанционного зондирования:
| Уровень | Описание |
| ------- | --- |
| 0       | Данные, поступающие непосредственно от устройства, без служебных данных (синхронизационные фреймы, заголовки, повторы).                                 |
| 1a      | Реконструированные данные устройства, снабженные маркерами времени, радиометрическими коэффициентами, эфемеридами (орбитальными координатами) спутника. |
| 1b      | Данные уровня 1a, преобразованные в физические единицы измерения.                                                                                       |
| 2       | Производные геофизические переменные (высота океанических волн, влажность почвы, концентрация льда) с тем же разрешением, как у данных уровня 1.        |
| 3       | Переменные, отображенные в универсальной пространственно-временной шкале, возможно дополненные интерполяцией.                                           |
| 4       | Данные, полученные в результате расчётов на основе предыдущих уровней.                                                                                  |

## Обучение и образование
В большинстве высших учебных заведений обучение дистанционному зондированию осуществляется на кафедрах географии. Актуальность дистанционного зондирования постоянно увеличивается в современном информационном обществе. Данная дисциплина представляет собой одну из ключевых технологий аэрокосмической промышленности и представляет большое экономическое значение — например, новые датчики TerraSAR-X и RapidEye постоянно развиваются, и спрос на квалифицированную рабочую силу также непрерывно растет. Кроме того, дистанционное зондирование имеет чрезвычайно большое влияние на повседневную жизнь, начиная от сводки погоды до прогнозирования изменения климата и стихийных бедствий. В качестве примера, 80 % немецких студентов пользуется услугами Google Earth; только в 2006 году программа была загружена 100 млн раз. Однако исследования показывают, что только незначительная часть этих пользователей имеет фундаментальные знания о данных, с которыми они работают. На данный момент существует огромный пробел в знаниях между использованием и пониманием спутниковых снимков. Обучение принципам дистанционного зондирования носит весьма поверхностный характер в подавляющем большинстве учебных заведений, вопреки наличию острой необходимости улучшить качество преподавания данного предмета. Многие из продуктов компьютерного программного обеспечения, специально разработанные для изучения дистанционного зондирования, ещё не были внедрены в образовательную систему, в основном, из-за своей сложности. Таким образом, во многих случаях данная дисциплина либо вовсе не включена в учебную программу, либо не включает в себя курс научного анализа аналоговых изображений. Практически, предмет дистанционного зондирования требует консолидации физики и математики, а также высокой компетенции в использовании средств и методов, отличных от простой визуальной интерпретации спутниковых изображений. 